# Himno del estado Zulia
Sobre palmas o Himno del Estado Zulia se hace oficial según Decreto Ejecutivo del 15 de agosto de 1909. El Presidente del Estado Zulia, José Ignacio Lares Baralt, promueve el 29 de abril de ese año, un concurso público para elegir letra y música de un himno para el Estado. Tiene 6 estrofas y un coro.

## Historia

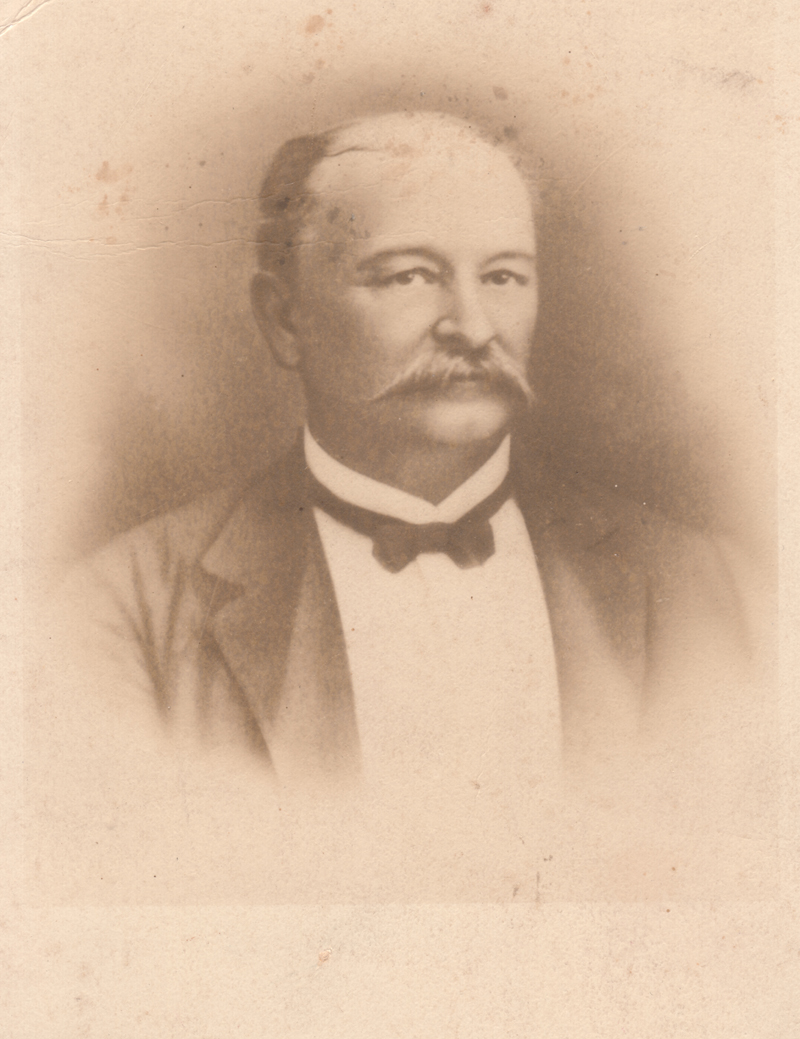
Eduardo López Rivas, promotor del Himno del Zulia

### El promotor
La creación del Himno del Zulia se debe al editor y periodista marabino Eduardo López Rivas. Fue él quien propuso la idea de que el Estado Zulia tuviera su propio himno. Lo planteó una y otra vez a los gobernantes pero, debido a sus artículos de denuncia ante los abusos del gobierno con la población, en las páginas de su diario El Fonógrafo, la idea fue siempre rechazada. El editor sin embargo nunca se rindió y una nueva oportunidad se presentó en 1908, cuando José Ignacio Lares Baralt fue designado Presidente del Zulia. Lares Baralt era un escritor conocido para Eduardo López Rivas. Lares Baralt había publicado algunos de sus libros en la casa editorial propiedad del editor, la Imprenta Americana. Era además hermano de uno de los colaboradores de López Rivas en la imprenta, el fotógrafo Arturo Lares Baralt. López Rivas planteó su idea al Presidente y la afinidad de los dos humanistas funcionó. Finalmente, la propuesta de López Rivas de crear un himno para el Zulia, tantas veces negada, fue acogida por el nuevo gobernante. A partir de allí Eduardo López Rivas se encargó de la organización del concurso, de las bases, de la elaboración de la composición musical y de la publicación de la partitura del “Himno del Zulia”.

### El gobernante
De padre andino y madre de origen zuliano, emparentada con Rafael María Baralt, José Ignacio Lares Baralt tenía una carrera humanística cuando llega al Zulia como presidente del estado. Fue etnógrafo, historiador, escritor y político, pero se destacó en su obra la dramaturgia y la poesía. Escribió seis conocidas obras de teatro y una extensa obra poética.

### El concurso

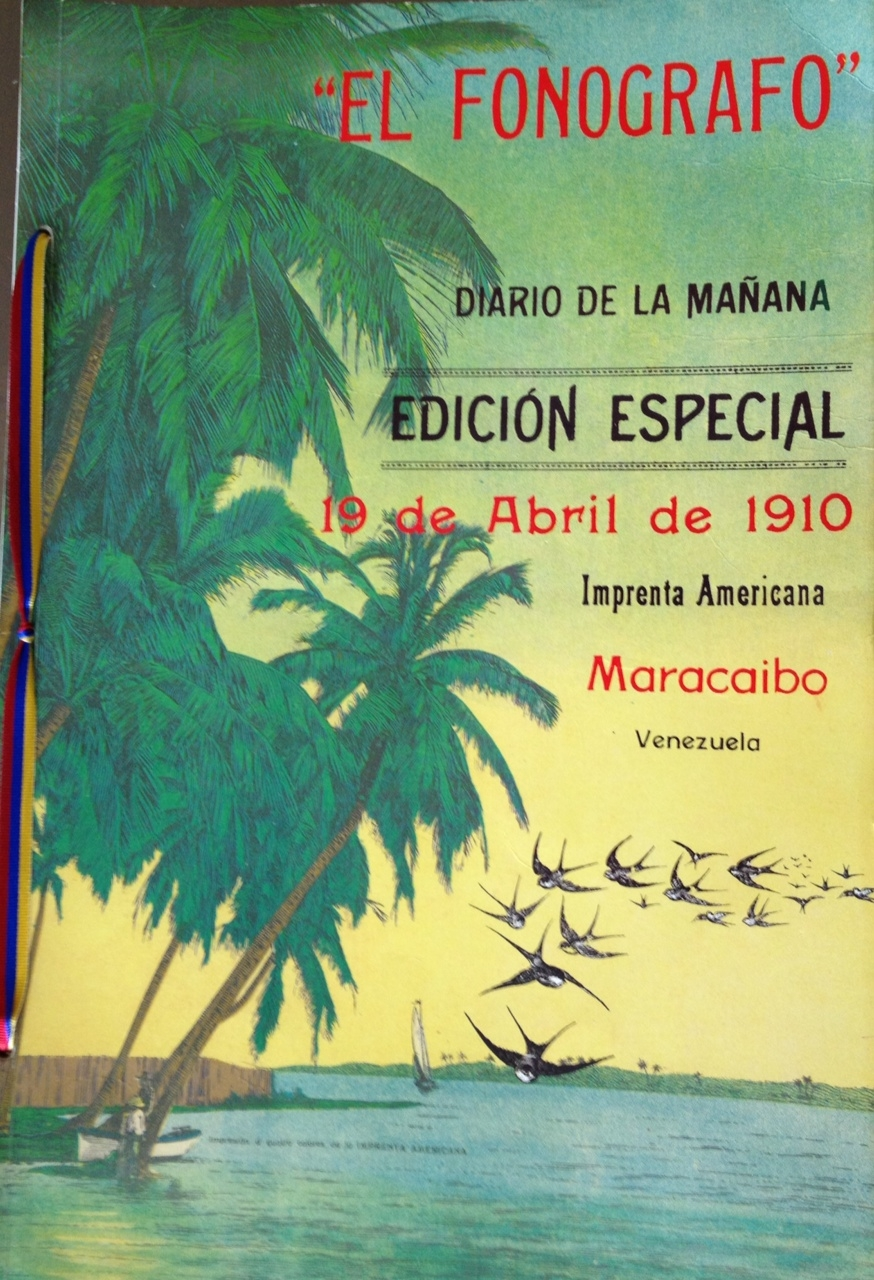
Portada de la edición El Fonógrafo del 19 de abril de 1910, donde aparecieron por primera vez las notas del Himno del Zulia

El proceso comenzó con el apoyo logístico de Eduardo López Rivas, para la redacción de las bases y la organización. El gobernador José Ignacio Lares Baralt promovió entonces, el 29 de abril de 1909, los concursos para la letra y la música del himno del Zulia. El jurado para seleccionar la letra estaba integrado por Eduardo López Rivas, José Antonio Chaves y Clodomiro Rodríguez. El jurado para seleccionar la música estaba formado por Leopoldo Sánchez, Marcos A. Ramírez y Joaquín Baralt. 
EL 5 de julio de ese mismo año se dieron los veredictos. El ganador del premio para la letra fue el poeta e intelectual marabino Udón Pérez. El premio para la música fue declarado desierto en esa oportunidad y posteriormente, en una nueva convocatoria, resultó ganador el jurista y músico José Antonio Chaves.

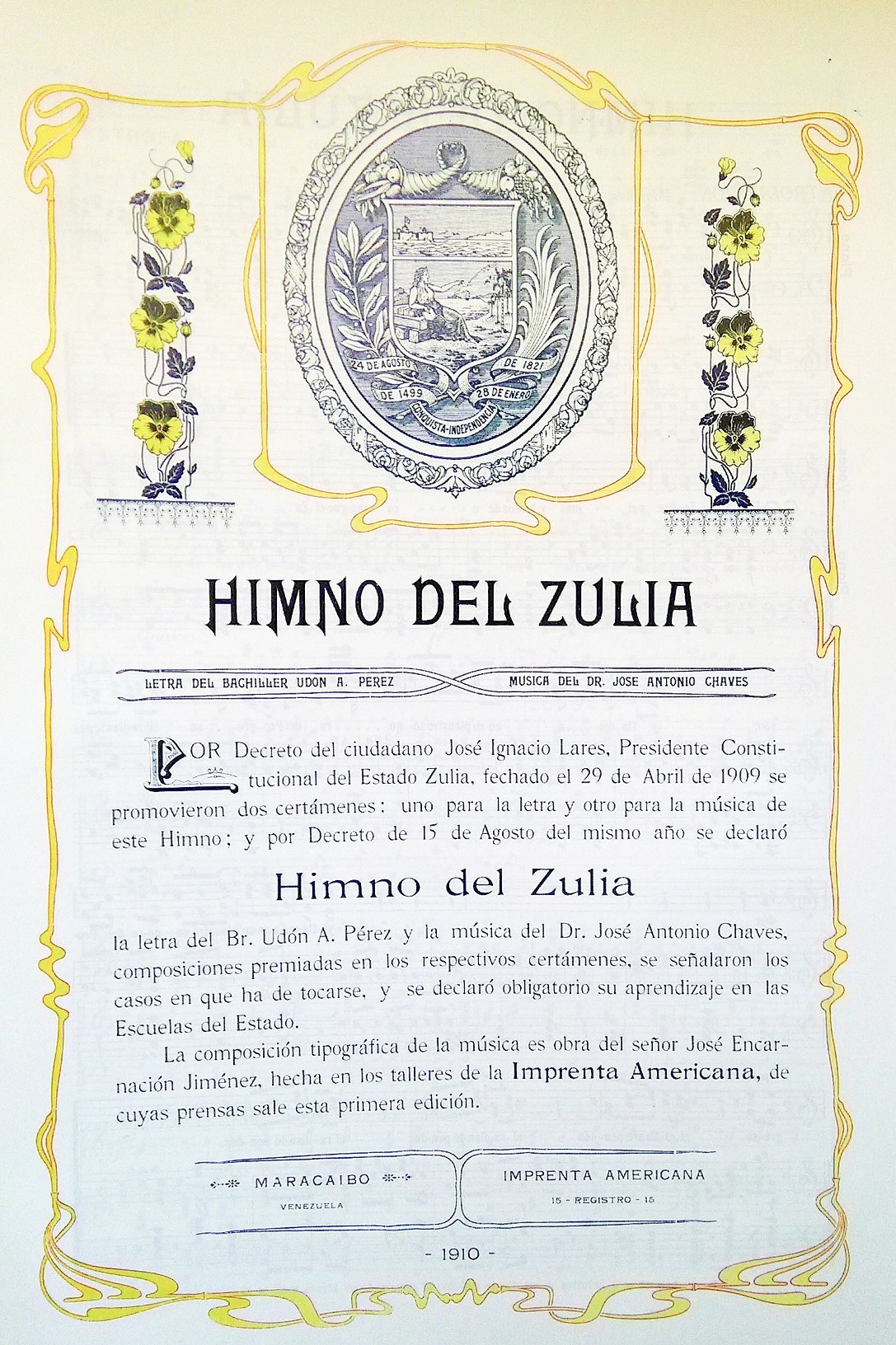
Himno del Zulia. Primer aviso de promoción. Diario El Fonógrafo. 1910

El 15 de agosto de 1909, como parte del acto de conmemoración del descubrimiento del Lago de Maracaibo, José Ignacio Lares Baralt emitió un decreto mediante el cual se convirtieron en oficiales la letra y la música del Himno. Igualmente se estableció en ese decreto el reglamento que rige su uso. Ese mismo día el Himno fue interpretado por primera vez en el Palacio de Los Cóndores, sede del poder Ejecutivo del Estado Zulia. El 18 de febrero de 1910, el nuevo Presidente Provisional del Estado Zulia, Alejandro Rivas Vázquez, decretó la impresión y difusión del símbolo regional y su distribución en las escuelas.

## Promoción
La campaña de promoción del himno estuvo a cargo de Eduardo López Rivas, espíritu ideario de la creación de un himno para el Estado Zulia. Fue realizada a través del Diario El Fonógrafo, utilizando las prensas de la Imprenta Americana.

### Primer aviso
El primer aviso de promoción del Himno del Zulia fue diseñado en la casa editorial de Eduardo López Rivas, la Imprenta Americana. Salió publicado el 19 de abril de 1910, en el diario El Fonógrafo de Maracaibo, como parte de la edición conmemorativa de los cien años de la independencia de Venezuela. El aviso estaba decorado con orlas y flores estilo “art nouveau”, impresas a color, técnica que debutaba en Venezuela con esa edición del diario.

### Primera publicación

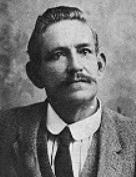
Udón Pérez autor de la letra del himno del Estado Zulia

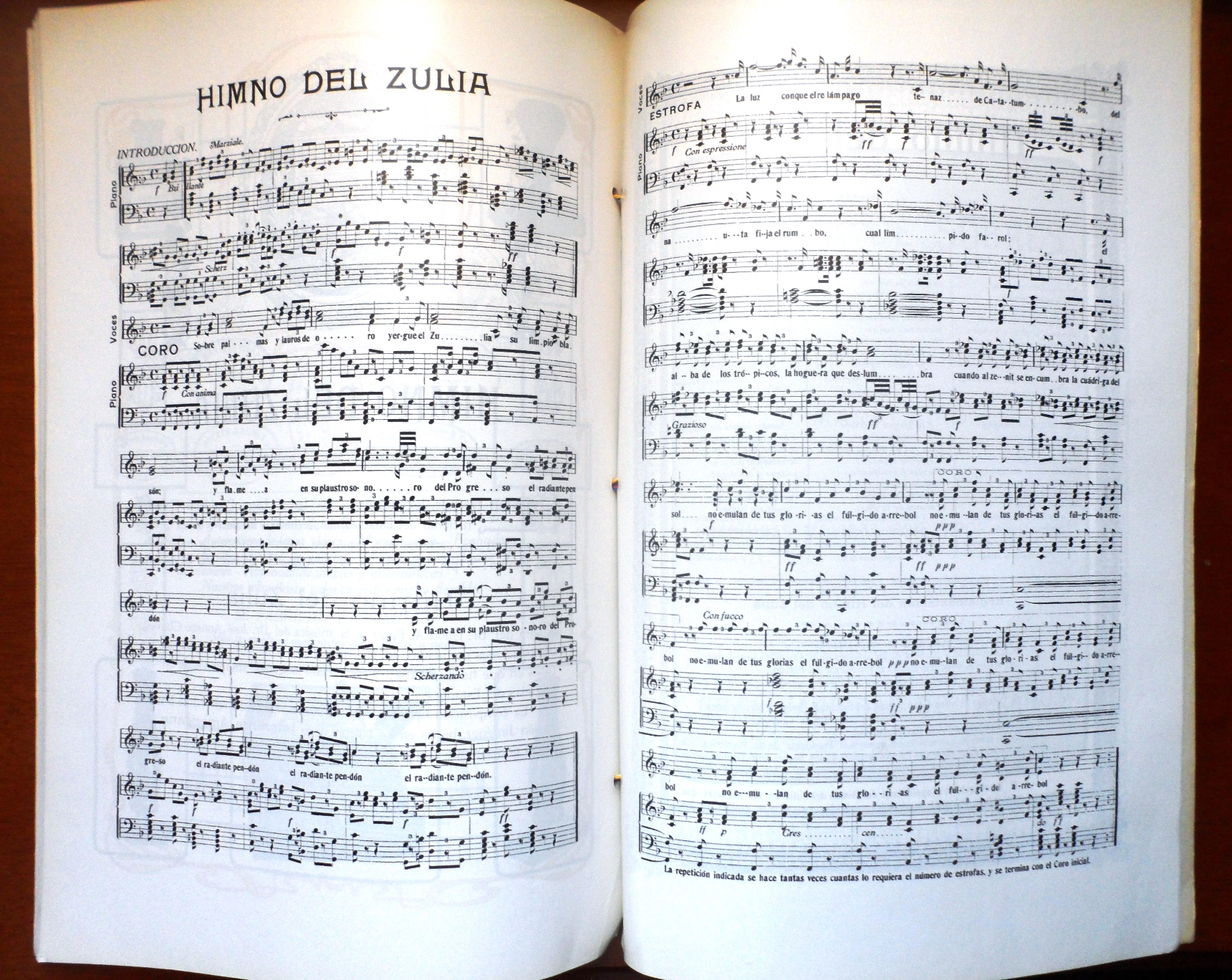
Himno del Zulia. Primera publicación de la partitura. Diario El Fonógrafo. 1910

La partitura con las notas y la letra del Himno del Estado Zulia fue publicada por primera vez por Eduardo López Rivas en la "Imprenta Americana", como parte de la edición extraordinaria del Diario El Fonógrafo del 19 de abril de 1910. Fue también en la "Imprenta Americana" donde se realizó la primera composición tipográfica de la música, de la cual encargó López Rivas a uno de sus colaboradores en los talleres, José Encarnación Jiménez.

## Primera grabación
El día 11 de febrero de 1926, en los estudios de grabación de la empresa Victor Talking Machine Company en Nueva York, se realizó lo que se considera la primera grabación del Himno del Estado Zulia. La interpretación estuvo a cargo de la Orquesta Internacional (conocida dentro de la empresa como International Novelty Orchestra). Dirigió la orquesta el músico estadounidense Leroy Shield. Un ejemplar de esta edición fue donado al Acervo Histórico del Estado Zulia, por su propietario Eutimio Paz, según informara el investigador Kurt Nagel von Jess, exdirector del referido organismo.

## Los ganadores

### Udón Pérez

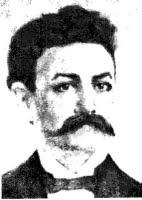
José Antonio Chaves, autor de la música del himno del Estado Zulia

Udón Pérez, poeta y dramaturgo zuliano, nació en Maracaibo el 6 de marzo de 1871. Fue por excelencia el poeta de su tierra natal, a la que dedicó versos que reflejan la identidad Zuliana como, “Maracaibo mía”. Alcanzó a lo largo de su vida cincuenta primeros premios en concursos de poesía y está considerado uno de los poetas más importantes de Venezuela. Murió en Maracaibo el 24 de julio de 1926. Sus restos reposan en el Panteón del Estado Zulia.

### José Antonio Chaves
Nació en Los Puertos de Altagracia el 24 de septiembre de 1854. Fue Rector de La Universidad del Zulia entre (fecha por confirmar) Fundó una escuela de música y la Banda Filarmónica de Altagracia, su pueblo natal. Fue flautista y guitarrista, además de compositor de valses, música folclórica y sagrada, como salmos, marchas fúnebres y letanías entre las cuales figuran Las siete palabras, Recuerdo, El santo entierro, Madre y La soledad de María. Desde el estreno de una de sus obras sacras titulada Cristo muerto, se impuso la costumbre de ejecutarla en el estado Zulia, durante la Semana Santa. Murió en Maracaibo el 17 de julio de 1933, Sus restos reposan en el Panteón del Estado Zulia desde el 15 de agosto de 2009.

## Reglamentación
Artículo 1: Se señala como himno al presentado por Udón Pérez (letra) y José Antonio Chaves (música); el resto del articulado fija las condiciones de su uso.
Artículo 2:  Este Himno se tocará en los casos siguientes:
1 En la instalación y clausura de las sesiones de la Asamblea Legislativa. 
2 Para rendir el homenaje debido al Presidente del Estado. 
3 En las fiestas y efemérides gloriosas del Estado, siempre que no se pueda tocar el Himno Nacional. 
4 En los actos de solemnidad; tanto del Ejecutivo, como de sus Agentes. 
5 En los actos de los Concejos Municipales y demás corporaciones Públicas, siempre que quieran revestirlos de esa solemnidad. 
6 En los actos en que se tributen honores al Presidente de la República o a sus Ministros cuando éstos visiten el Estado, después de los toques que legítimamente corresponden al Himno Nacional, y como un homenaje especial a tan elevados funcionarios públicos. 
7 En el cierre de programación de las emisoras de radio y televisión del Estado Zulia.
Artículo 3:  Es obligatorio el aprendizaje del Himno del Zulia en las Escuelas que funcionen en el Estado, federales, municipales y privadas y en ellas se cantará en los actos públicos que celebren".